# Maxmilhas
A Maxmilhas é uma startup brasileira, fundada em 2013, que começou com o objetivo de intermediar a compra e venda de milhas aéreas, oferecendo passagens com descontos significativos.
Com sede em Belo Horizonte, Minas Gerais, a MaxMilhas já viabilizou a emissão de milhões de passagens aéreas, consolidando-se como uma referência no mercado de turismo brasileiro.
Em Fevereiro de 2023 a startup comemorou mais de dez milhões de viagens alcançadas, demonstrando seu impacto no turismo brasileiro.

## História
A empresa teve como fundadores Max Oliveira, Conrado Abreu e Hiran Cesar (que saiu da empresa em 2014). A inspiração para o negócio surgiu em 2012, quando Max tentou comprar uma passagem aérea de Vitória para Belo Horizonte e, devido a uma falha no site da companhia, o preço aumentou de R$ 100 para R$ 500. Percebendo que o valor em milhas permanecia inalterado, ele identificou uma oportunidade de mercado para conectar pessoas interessadas em vender e comprar milhas.
Inicialmente, Max conciliava o desenvolvimento da plataforma com seu emprego na Vale, dedicando-se ao projeto durante as noites e fins de semana. Em julho de 2013, seis meses após o lançamento do site, decidiu dedicar-se integralmente à Maxmilhas. A empresa rapidamente ganhou tração, atingindo o breakeven no mesmo ano.
Em 2014, a Maxmilhas foi selecionada para o programa Start-Up Brasil, do Ministério da Ciência, Tecnologia e Inovação, recebendo apoio para acelerar seu crescimento. No mesmo ano, a empresa foi vítima de uma fraude que impactou suas operações, mas conseguiu superar o desafio e continuar sua trajetória de expansão.
Em 2017, a empresa teve a entrada de Tahiana D'Egmont como sócia e CMO, que foi considerada importante para o sucesso do negócio.
Ao longo dos anos, a MaxMilhas alcançou marcos significativos, como a emissão de mais de 6 milhões de passagens aéreas até 2020. Em 2021, a empresa anunciou planos de realizar uma oferta pública inicial (IPO) até 2024, visando consolidar sua posição no mercado de turismo brasileiro. Em 2023 a empresa já havia realizado mais de dez milhões de viagens.
A empresa acabou sendo vendida em Dezembro de 2022, para os donos do grupo 123 milhas.

## Modelo de Negócios
A Maxmilhas opera como um marketplace que conecta pessoas interessadas em vender suas milhas aéreas com aquelas que desejam comprar passagens a preços mais acessíveis.
O funcionamento da plataforma é simples: usuários que possuem milhas acumuladas podem cadastrá-las para venda. Por outro lado, viajantes buscam por passagens aéreas na Maxmilhas e, ao encontrar uma opção adequada, a empresa utiliza as milhas dos vendedores para emitir os bilhetes em nome dos compradores. Esse modelo permite que os vendedores monetizem suas milhas que, de outra forma, poderiam expirar, enquanto os compradores adquirem passagens com descontos significativos em relação aos preços tradicionais das companhias aéreas.
Além disso, a Maxmilhas investe continuamente em tecnologia para aprimorar a experiência do usuário, oferecendo ferramentas que comparam preços de passagens emitidas com milhas e valores oferecidos pelas companhias aéreas, permitindo que os clientes escolham a opção mais vantajosa.
Em 2021, visando expandir seus serviços, a Maxmilhas adquiriu a Lance Hotéis, uma plataforma que permite que os clientes reservem hospedagens com economia e negociem o valor das diárias em hotéis, pousadas e resorts. Essa aquisição marcou a entrada da empresa no ramo hoteleiro no Brasil, ampliando seu portfólio de serviços no setor de turismo.

## Prêmios e Reconhecimento
A empresa se tornou um dos casos mais conhecidos de bootstrapping no Brasil, tendo um crescimento médio anual de 200% entre 2013 e 2019. Ao longo de sua trajetória, a MaxMilhas recebeu diversos prêmios que destacam sua inovação e impacto no mercado brasileiro de turismo. Alguns dos principais reconhecimentos incluem:
- Prêmio INFO Start (2013)[13]: Vencedora da Categoria 16 bits
- Startup do Ano (2017)[14]: Eleita pelo Startup Awards, prêmio organizado pela Associação Brasileira de Startups.
- 100 Startups Brasileiras para Ficar de Olho (2018)[15]: Listada pelas revistas Época Negócios e Pequenas Empresas & Grandes Negócios como uma das startups mais promissoras do país.
- Prêmio Época Reclame Aqui (2018)[16]: Reconhecida entre as três melhores empresas no setor de atendimento ao cliente.
- Prêmio E-Commerce Brasil de Inovação (2018)[17]: Premiada como o E-commerce do ano por sua contribuição para a transformação digital no setor de viagens.
- Great Place to Work (2019)[6]: Eleita a terceira melhor empresa para se trabalhar em Minas Gerais e a 24ª no ranking nacional.

## Desafios e Controvérsias
Em janeiro de 2023, a Maxmilhas anunciou uma venda para os donos da 123 Milhas. No entanto, em agosto do mesmo ano, a 123 Milhas suspendeu pacotes e passagens aéreas de sua linha promocional, o que afetou diretamente a Maxmilhas. Apesar de operações independentes, a Maxmilhas enfrentou restrições de acesso a capital de giro, levando à decisão de parcelar os pagamentos das milhas vendidas por seus clientes. A empresa comunicou estar passando por uma “situação delicada” e buscava medidas para equilibrar suas operações.
Pedido de Recuperação Judicial
Em setembro de 2023, a Maxmilhas entrou com um pedido de recuperação judicial junto ao Tribunal de Justiça de Minas Gerais. A empresa relatou uma queda significativa em seu faturamento, com uma redução de 70% na venda de bilhetes e 90% na de hospedagens em um período de trinta dias, devido ao seu vínculo com o Grupo 123 Milhas. Essa medida visou reestruturar suas finanças e assegurar a continuidade dos serviços prestados.
Reclamações de Consumidores
Concomitantemente ao pedido de recuperação judicial, houve um aumento nas reclamações de consumidores. Na plataforma Consumidor.gov, foram registradas aproximadamente 1.795 queixas relacionadas à MaxMilhas em 2023. As principais reclamações envolviam dificuldades ou atrasos na devolução de valores pagos, cobrança indevida e problemas na alteração ou cancelamento de contratos ou serviços.
Restrições de Programas de Fidelidade
A legalidade da venda de milhas no Brasil ainda é um tema controverso. Embora não haja uma legislação específica que proíba ou regulamente explicitamente a comercialização de milhas, as companhias aéreas têm autonomia para definir as regras de seus programas de fidelidade, incluindo cláusulas que vedam a venda ou transferência de milhas por terceiros.
Essas restrições, no entanto, geram questionamentos quanto à validade jurídica, uma vez que, após adquiridas, as milhas podem ser entendidas como um direito patrimonial do consumidor, passível de livre disposição. Assim, o debate permanece em aberto, com decisões judiciais que oscilam entre validar essas cláusulas contratuais das companhias aéreas e reconhecer o direito do consumidor de negociar suas milhas.
1. 1 2  Oliveira, Caroline (28 de fevereiro de 2023). «MaxMilhas celebra dez milhões de viagens com campanha especial». Brasilturis. Consultado em 22 de janeiro de 2025
2. ↑  «MaxMilhas cria mercado aberto para a venda de milhas aéreas | Startupi». 14 de junho de 2013. Consultado em 22 de janeiro de 2025
3. ↑  «Conheça o Max, da empresa mineira que mudou o mercado de milhas no Brasil». www.gazetadopovo.com.br. Consultado em 22 de janeiro de 2025
4. ↑  «Como Max Oliveira criou a MaxMilhas sem a ajuda de investimentos externos». Pequenas Empresas Grandes Negócios. 26 de agosto de 2022. Consultado em 22 de janeiro de 2025
5. ↑  «MaxMilhas tem nova CMO». Baguete. Consultado em 22 de janeiro de 2025
6. 1 2 3  «MaxMilhas: conheça a empresa que mudou o mercado de passagens aéreas». InfoMoney. 10 de março de 2020. Consultado em 22 de janeiro de 2025
7. ↑  Redação (29 de setembro de 2021). «MaxMilhas planeja IPO até 2024 e deseja se tornar 'uma gigante do turismo' no Brasil». Forbes Brasil. Consultado em 22 de janeiro de 2025
8. ↑  InfoMoney, Equipe (26 de outubro de 2023). «Em meio à crise, Cade vai analisar compra da MaxMilhas pela 123 Milhas». InfoMoney. Consultado em 22 de janeiro de 2025
9. ↑  «Como a MaxMilhas mudou o mercado de milhas no país». 17 de maio de 2017. Consultado em 22 de janeiro de 2025
10. ↑  «MaxMilhas passa a atuar no ramo hoteleiro no Brasil». 18 de agosto de 2021. Consultado em 22 de janeiro de 2025
11. ↑  «Max, da MaxMilhas, diz como tirar um negócio do zero com recursos próprios». www.gazetadopovo.com.br. Consultado em 22 de janeiro de 2025
12. ↑  «MaxMilhas lança campanha em celebração ao marco de 10 milhões de viagens realizadas». 1 de março de 2023. Consultado em 22 de janeiro de 2025
13. ↑  «MaxMilhas vence a categoria 16 bits do INFO Start 2013 | Exame». exame.com. Consultado em 22 de janeiro de 2025
14. ↑  «Startup Awards premia os destaques do ecossistema de startups no Brasil | Blog Startup Digital da Rede Globo». Startup Digital. 31 de outubro de 2017. Consultado em 22 de janeiro de 2025
15. ↑  «As 100 startups brasileiras para ficar de olho». Pequenas Empresas Grandes Negócios. 26 de agosto de 2022. Consultado em 22 de janeiro de 2025
16. ↑  «Veja as empresas vencedoras do Prêmio Época Reclame Aqui 2018». noticias.reclameaqui.com.br. Consultado em 22 de janeiro de 2025
17. ↑  «Max Oliveira, fundador da MaxMilhas - Endeavor Brasil». Consultado em 22 de janeiro de 2025
18. ↑  «Maxmilhas, do grupo da 123milhas, admite situação delicada e parcela pagamentos». www.otempo.com.br. Consultado em 22 de janeiro de 2025
19. ↑  «Consumidores relatam problemas para obter passagens com MaxMilhas, que pediu recuperação judicial». PEGN. 22 de setembro de 2023. Consultado em 22 de janeiro de 2025
20. ↑  «Consumidores relatam problemas para obter passagens com MaxMilhas, que pediu recuperação judicial». O Globo. 22 de setembro de 2023. Consultado em 22 de janeiro de 2025
21. ↑  «Milhas: você está pagando por elas». Migalhas. 27 de junho de 2019. Consultado em 22 de janeiro de 2025